# Trí khôn của đám đông
Trí khôn của đám đông (tên ngắn: The Wisdom of Crowds, tên dài: The Wisdom of Crowds: Why the Many Are Smarter Than the Few and How Collective Wisdom Shapes Business, Economies, Societies and Nations - Trí khôn của đám đông: Tại sao đa số thông minh hơn thiểu số và làm thế nào trí khôn tập thể định hướng công việc, kinh tế, xã hội và quốc gia) là cuốn sách viết bởi James Surowiecki vào năm 2004 về sự tập hợp thông tin theo nhóm, tạo nên những quyết định, theo lập luận của ông, thường tốt hơn quyết định từ một thành viên của nhóm. Cuốn sách được minh họa với nhiều nghiên cứu tình huống (case study), giai thoại, và liên quan đến một số ngành, chủ yếu là kinh tế học và tâm lý học.